# آدم جان
آدم جان (بالإنجليزية: Adam Jahn)‏ (5 يناير 1991 في الولايات المتحدة - ) هو لاعب كرة قدم أمريكي في مركز الهجوم. شارك مع منتخب الولايات المتحدة تحت 18 سنة لكرة القدم. أما مع النوادي، فقد لعب مع سان خوسيه إيرثكويكس وكولومبوس كرو وCrossfire Redmond ‏ ونادي ساكارامينتو ريببلك.

## وصلات خارجية
- آدم جان على موقع الدوري الأمريكي (الإنجليزية)
- آدم جان على موقع قاعدة بيانات كرة القدم.إي يو (الإنجليزية)
- آدم جان على موقع Soccerbase.com (لاعب) (الإنجليزية)
- آدم جان على موقع Soccerway.com (الإنجليزية)
- آدم جان على موقع عالم كرة القدم.نت (الإنجليزية)
- آدم جان على موقع AS.com (الإسبانية)